# José-Maria de Heredia
Pour les articles homonymes, voir Heredia.
Ne pas confondre avec son cousin germain le poète cubain José María Heredia y Campuzano (1803-1839).
José-Maria de Heredia, né le 22 novembre 1842 à La Fortuna et mort le 2 octobre 1905 à Bourdonné, est un homme de lettres français d'origine cubaine.
Né sujet espagnol, il est naturalisé français en 1893. Son œuvre poétique fait de lui l'un des maîtres du mouvement parnassien. Il est l'auteur d'un seul recueil, Les Trophées, publié en 1893, comprenant cent-dix-huit sonnets qui retracent l'histoire du monde, comme Les Conquérants, ou dépeignent des moments privilégiés, comme Le Récif de corail, ainsi que quatre poèmes plus longs.

## Biographie
José María de Heredia Girard est le fils du planteur esclavagiste Domingo de Heredia, et de sa seconde épouse Luisa Girard d'Houville, issue d'une famille française qui avait dû quitter l'ancienne colonie de Saint-Domingue à la suite de la Révolution haïtienne. Ses parents étaient tous deux sujets espagnols. Le poète naît le 22 novembre 1842 à La Fortuna, la plantation de café familiale, près de Santiago de Cuba. Envoyé en France à l'âge de neuf ans, il accomplit ses études, au collège Saint-Vincent de Senlis, jusqu’au baccalauréat, en 1859. Élève brillant et très apprécié, la découverte de l’œuvre de Leconte de Lisle fait sur lui une impression profonde.

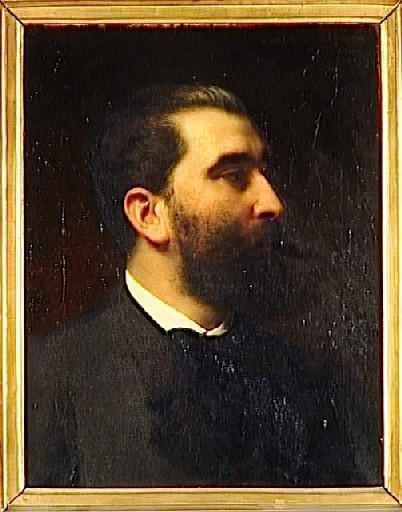
Huile sur toile d’Émile Lévy, 1881.

De retour à Cuba en juin 1859, il passe un an à La Havane, approfondissant sa connaissance de la langue et de la littérature espagnoles avec le projet d'y effectuer des études de droit. C'est là qu'il compose les premiers poèmes français qui nous sont parvenus. Mais il n'y retrouve pas l'ambiance de travail qu'il avait connue en France, et l'équivalence du baccalauréat français lui est refusée pour des raisons administratives. Il retourne donc en France en 1861, en compagnie de sa mère, qui, veuve et ayant marié ses trois filles aînées, tient à veiller elle-même à l'éducation de son fils. La mère et le fils s'installent, rue de Tournon, à Paris. Le jeune homme s'inscrit, en octobre de la même année, à la faculté de droit de Paris.
De 1862 à 1865, il suit également, en qualité d'étudiant étranger, les cours de l'École impériale des chartes, où il se fait remarquer par son sérieux et sa culture. Beaucoup plus attiré par la littérature que par le droit, il continue à composer des poèmes, en particulier des sonnets, la fortune familiale, gérée avec rigueur par sa mère, lui épargnant pendant un certain temps les difficultés matérielles. Il fait partie de groupes littéraires tels que la conférence La Bruyère et devient un membre influent de l'école parnassienne. En 1863, il rencontre Leconte de Lisle et collabore au Parnasse contemporain, tout en se liant d'amitié à des auteurs comme Sully Prudhomme, Catulle Mendès ou encore Anatole France. En 1884, Guy de Maupassant lui dédie la nouvelle Garçon, un bock !...
Sa production poétique lui permet d'acquérir la notoriété dans le milieu littéraire parisien, même s'il publie peu, confiant ses poésies à des revues de faible diffusion avant de les réunir sur le tard (en 1893) en un volume de cent-dix-huit sonnets, Les Trophées, édité par Alphonse Lemerre. Il fait appel à son ami de toujours, le peintre montmartrois Ernest Millard, pour illustrer d'aquarelles originales son recueil, qu'il dédie à Leconte de Lisle, et qui est couronné par l'Académie française. Par la suite, le bibliophile René Descamps-Scrive commandera au peintre Carlos Schwabe une illustration originale en marge de son exemplaire des Trophées. L'auteur avait été déjà distingué par l'Académie pour sa traduction de l'Histoire véridique de la conquête de la Nouvelle Espagne du capitaine Bernal Díaz del Castillo.
Il traduit aussi l’Historia de la monja Alférez de Catalina de Erauso et collabore à la Revue des Deux Mondes, au Temps et au Journal des débats. En 1893, Lemerre commande au peintre Paul Chabas une vaste composition, Chez Alphonse Lemerre à Ville-d'Avray, où figurent tous les poètes du Parnasse qu'il éditait. Autour de José-Maria de Heredia sont notamment représentés Paul Bourget, Sully-Prudhomme et Leconte de Lisle. Ce tableau a pour cadre la propriété de l'éditeur.
Élu à l'Académie française le 22 février 1894 au fauteuil de Charles de Mazade, Heredia est reçu en séance publique le 30 mai 1895 par François Coppée. Lors du voyage des souverains russes à Paris, en 1896, il compose le Salut à l'Empereur. Membre de la Commission du dictionnaire, il devient en 1901 conservateur de la bibliothèque de l'Arsenal. Prédisposé à des vues ultra-conservatrices par ses origines familiales esclavagistes, il appartint, comme Edgar Degas, Auguste Renoir, Pierre Louÿs et d'autres, à la ligue antidreyfusarde de la patrie française,. En 1902, il fonde avec Sully Prudhomme et Léon Dierx la Société des poètes français.
Heredia et sa femme, qui, en 1901 et 1902, avaient passé leurs vacances d'été à Montfort-l'Amaury, décident en 1903 de changer de villégiature et choisissent le château de Bourdonné, près de Houdan. Le 1er septembre de la même année, il est victime d'une grave hémorragie digestive, que le médecin local a beaucoup de difficultés à arrêter. Dès lors, il suit un régime recommandé par Samuel Pozzi. Malgré cela, une seconde hémorragie survient en août 1904. Dès lors, le poète envisage une fin prochaine avec sérénité. Il meurt au château de Bourdonné dans la nuit du 2 octobre 1905,, des suites d'une troisième et dernière hémorragie.
Lors de la séance de l'Académie française du 5 octobre 1905, l'actuel directeur prononce son éloge funebre,. Il repose au cimetière de Bonsecours, avec sa mère qui, d’origine normande, avait émis le souhait d'être inhumée en terre normande.

## Généalogie
José-Maria de Heredia est le dernier fils de Domingo de Heredia (1783-1849), issu d'une vieille famille espagnole et de sa deuxième épouse, Louise Françoise Girard (1806-1877),, d'une famille française émigrée de Saint-Domingue.
En 1867, il épouse Louise Despaigne, qui met au monde trois filles :
- Hélène (1871-1953), qui épouse Maurice Maindron, puis René Doumic.
- Marie (1875-1963), qui épouse Henri de Régnier. Elle fut la maîtresse de Pierre Louÿs et écrivit sous le pseudonyme de « Gérard d'Houville ». Elle eut un fils, Pierre de Régnier, dit Tigre, fils naturel plausible de Pierre Louÿs, qui est par ailleurs son parrain ;
- Louise (1878-1930), qui épouse Pierre Louÿs, puis, après son divorce, Auguste Gilbert de Voisins.

Toutes les trois firent « une carrière plus qu'honorable dans les salons de la littérature française ». Pierre Louÿs parle d'elles dans son roman érotique Trois filles de leur mère.

## Réception et postérité
Son recueil Les Trophées a été quasi unanimement salué. Il lui a valu l'année après sa sortie l'élection à l'Académie française. Néanmoins il est à noter que Charles Maurras éprouve des « sentiments d'antipathie violente que [lui] inspirait son art ».

## Hommages

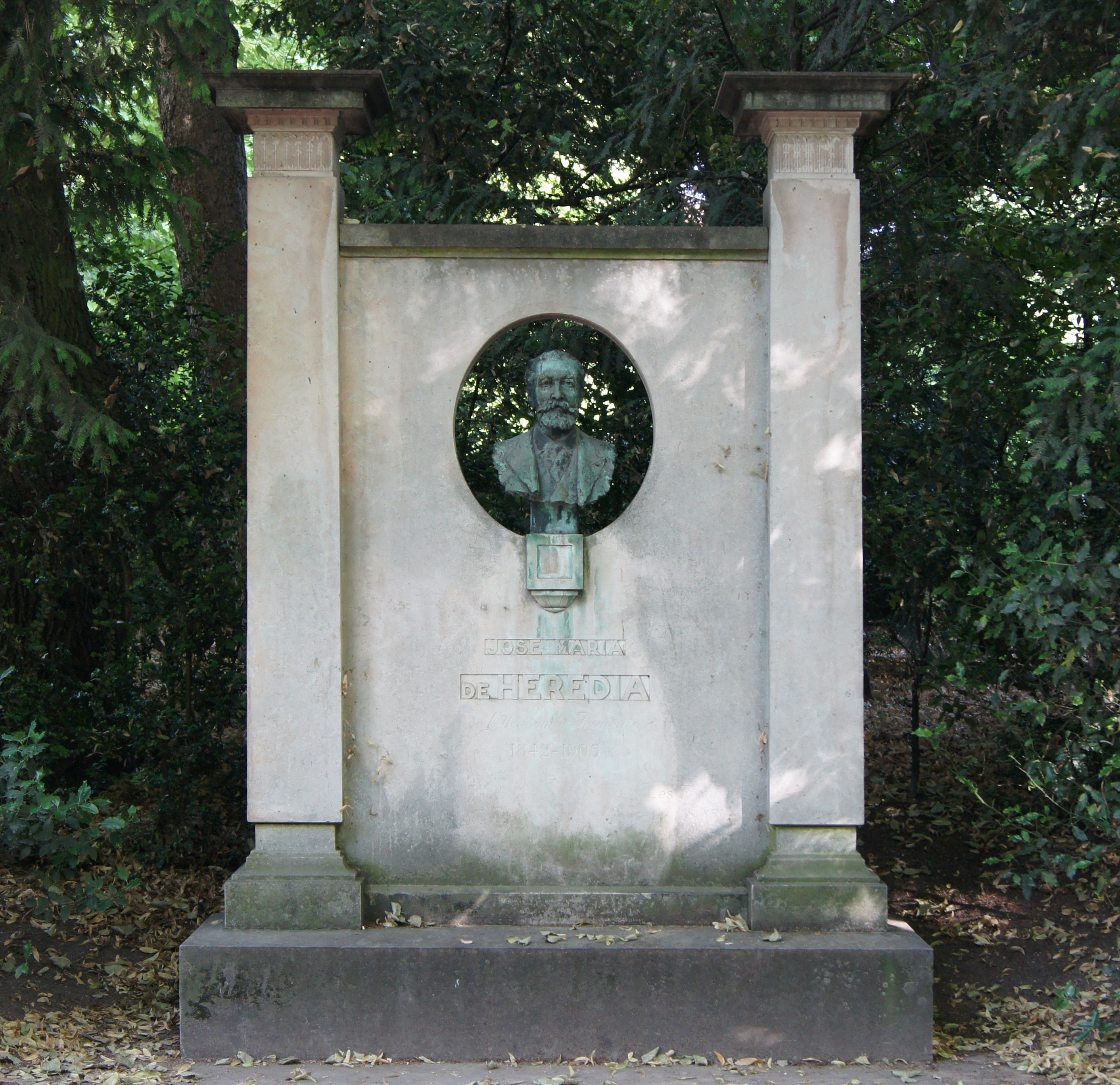
Victor Ségoffin, Monument à José-Maria de Heredia (1925), Paris, jardin du Luxembourg.

- Victor Ségoffin (1867-1925), Monument à José-Maria de Heredia, 1925, Paris, jardin du Luxembourg[13].
- Maurice Barrès lui rend hommage dans son discours de réception à l'Académie française[N 7],[14]

## Prix et distinctions
- En 1880 et 1888, il reçoit le prix Langlois et en 1893, le prix Archon-Despérouses de l'Académie française[15]. Chevalier, puis, officier de la Légion d'honneur, il était également Grand Croix de l’ordre de Saint-Stanislas de Russie. Une voix du septième arrondissement de Paris a reçu son nom. L’Académie française a créé le prix Heredia de poésie annuel, en 1928 et reconstitué en 1994.

## Œuvres
- Véridique histoire de la conquête de la Nouvelle-Espagne, de Díaz del Castillo, 4 volumes, Paris, Lemerre, 1877-1887, prix Langlois de l’Académie française en 1880.
- Les Trophées, achevé d'imprimer daté du 29 décembre 1892. - D'après Vicaire (IV, 72) : édition originale publiée à 10 fr. Tiré, en outre, à 100 exemplaires sur papier de Hollande (20 fr.), 25 ex. sur papier de Chine (30 fr.), 25 ex. sur papier Whatman (25 fr.) et 50 ex. sur papier du Japon (50 fr.). Édition : Paris, Lemerre, 1893 ; illustrateurs : Eugène Narbonne (dessins) et Ricardo de Los-Rios (gravures) ; relieurs : Georges Canape (1864-1940), Charles Meunier (1865-1948).
- La Nonne Alferez, Paris, Lemerre, 1894.
- Discours de réception à l'Académie française, Paris, Lemerre, 1895. [lire en ligne (page consultée le 7 avril 2024)]
- Salut à l'Empereur, Paris, Lemerre, 1896.
- Inauguration du monument élevé à la mémoire de Leconte de Lisle à Paris le 10 juillet 1898, 1898.
- Les Trophées, Paris, 1907, édition de luxe posthume [les épreuves avaient été corrigées par le poète, qui a écrit aussi la préface].
- Les Trophées avec des planches de G. Rochegrosse gravées par E. Decisy, Paris, F. Ferroud, 1914 lire en ligne sur Gallica].
- Poésies complètes, avec notes et variantes, Paris, Lemerre, 1924.
- Les Trophées, choix et présentation par Pierre Feuga, collection « Orphée », Paris, La Différence, 1991  (ISBN 2-7291-0481-X).
- Œuvres poétiques complètes, édition critique par Simone Delaty, Paris, Société d'édition Les Belles Lettres, 1984 [tome 1 : Les Trophées  (ISBN 2-251-36103-0) ; tome 2 : Autres sonnets et poésies diverses  (ISBN 2-251-36104-9)].
- José Maria de Heredia, Correspondance, édition établie, présentée et annotée par Yann Mortelette, collection « Bibliothèque des correspondances », Paris, Champion, 2011- [sur les cinq volumes prévus ont paru : tome 1 : Les années de formation, 1846-1865, 2011 ; tome 2 : Les années parnassiennes, 1866-1876, 2013].